# ジェイムズ・サンズ
ジェイムズ・ホーバン・サンズ（英語: James Hoban Sands、2000年7月6日 - ）は、アメリカ合衆国・ニューヨーク州ウェストチェスター郡ライ出身のサッカー選手。FCザンクト・パウリ所属。アメリカ合衆国代表。ポジションはMFまたはDF。

## クラブ歴
ニューヨーク州ウェストチェスター郡ライに生まれた。ニューヨーク・シティFCと提携しているニューヨークFCの下部組織に10歳で加入。U-16チームに昇格した後、双子の兄弟とともにニューヨーク・シティに移籍した。
2017年1月に下部組織の選手としては初めてプレシーズンのメンバー入りを果たした。6月27日、翌月1日からのプロ契約を締結。この契約によって、彼はクラブ史上初めてのホームグロウンプレーヤーとなった。9月16日にアンドレア・ピルロに代わって出場し、プロ初出場。
2018年8月15日から9月1日にかけて、ルイビル・シティFCに期限付き移籍。U-17代表でも指導を受けたジョン・ハックワースの下で再び指導を受けた。
2019年には守備的ミッドフィールダーのポジションでレギュラーを獲得。3バックになった際にはセンターバックの一角を務めた。
2022年1月5日、レンジャーズFCに買取オプション付きの18か月のレンタル移籍が発表された。

## 代表歴
U-17代表としてCONCACAF U-17選手権2017にレギュラーとして出場。メキシコ代表にPK戦の末敗れて2位となったが、彼自身はPKを決めており、また大会ベストイレブンにも選出された。その後、2017 FIFA U-17ワールドカップに出場した。
2021年7月11日、2021 CONCACAFゴールドカップのハイチ代表戦で代表初出場。

## タイトル

### クラブ
ニューヨーク・シティ
- MLSカップ: 2021

レンジャーズ
- スコティッシュカップ: 2021-22

### 代表
アメリカ合衆国代表
- CONCACAFゴールドカップ: 2021